# BBC Knowledge (televisiekanaal)
BBC Knowledge was de voorganger van BBC Four. Het zond vooral documentaires en culturele en educationele programma's uit. Het kanaal werd gestart op 1 juni 1999 en werd op 2 maart 2002 opgedoekt en werd het vervangen door BBC FOUR.